# Pinticu, Bistrița-Năsăud
Pinticu, mai demult Pintic (în dialectul săsesc Päntek, în germană Pintak, Pintak/Tekendorf, Pintak am Graben, în maghiară Alsópéntek, Péntek,Szászpéntek în trad. Vinerea de jos, Vinerea, Vinerea Săsească) este un sat în comuna Teaca din județul Bistrița-Năsăud, Transilvania, România.

## Date geografice
Climă temperat-continentală moderată cu temperatura medie multianuală de +9 °C și o valoare medie multianuală a precipitațiilor de 700 mm.
Satul este strabatut de la nord la sud de pârâul Pintic, ce izvorăște din Valea Posmușului și se varsă în râul Dipsa, afluent al râului Bistrița.
Pinticu are un cadru natural armonios, cu terenuri agricole destul de fertile, paduri, livezi, pășuni și fânețe.

## Date geologice
În subsolul localității se găsește un masiv de sare.
In partea de nord a satului se află "baia sărată", un bazin de 12/6 m, cu apă si nămol sărat, alimentate de un mic pârâiaș din vecinătate. Concentrația de săruri este de 243 mg/l.
La începutul secolului al XX-lea, aici erau amenajate "Băile lui Taler", reci și calde, distruse în timpul celui de-al doilea război mondial și rămase neamenajate până astăzi.

### Băile lui Taler
La 4 km de Teaca, pe teritoriul satului Pinticu, la poalele dealului Cetățuia, sarea apare aproape de suprafață. Cele 3 izvoare sărate de la Pinticu au fost descoperite de un cioban din Arcalia, numit Mihăilă Arcălean. După 1918 ciobanul își vinde oile și amenajează aici o mică stațiune balneară, alcatuită dintr-un bazin de 72 mp și câteva cabine, pe care le arendează ulterior evreului Victor Taler (de la care numele "Băile lui Taler"), care continuă amenajarea băilor prin deschiderea unei băi calde, unei prăvălii și a unui chioșc. Apa sărată a izvoarelor ce-i prisosea, o vindea țăranilor, pentru nevoi casnice.

## Istoric
Atestat documentar din 1319, initial sub numele Pintuch.

## Biserici și locașuri de cult

Locatia Bisericii Baptiste Pinticu

In localitate se afla biserica Baptista Lumina lumii  și o biserica penticostala in care a avut loc primul botez nou testamental In vara anului 2022 cu ocazia sarbatorii fiilor satului.

## Demografie
In 1900, satul Pinticu avea 238 de case si 1.059 de locuitori. După religie, 10 erau ortodocși, 972 greco-catolici, 21 romano-catolici, 21 reformați-calvini, 14 luterani și 21 mozaici.
In 1910, Pinticu avea 1.034 locuitori, dintre care 949 români, 25 maghiari, 9 germani si restul alte nationalități.
La recensământul din 2002 avea o populație de 881 locuitori.

## Personalități
- Constantin Romanu-Vivu, erou pașoptist.